# Quercus pumila
Quercus pumila, és una espècie del gènere Quercus dins de la família de les fagàcies. Està classificada en la secció dels roures vermells d'Amèrica del Nord, Centreamèrica i el nord d'Amèrica del Sud que tenen els estils llargs, les glans maduren en 18 mesos i tenen un sabor molt amarg. Les fulles solen tenir lòbuls amb les puntes afilades, amb truges o amb pues en el lòbul.

## Distribució i hàbitat

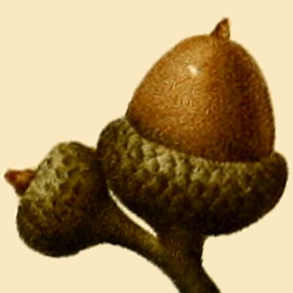
Glans de Quercus pumila

És originària del sud-est dels Estats Units.

## Taxonomia
Quercus pumila va ser descrita per Thomas Walter i publicat a Flora Caroliniana, secundum. .. 234. 1788.
Etimologia
Quercus: nom genèric del llatí que designava igualment al roure i a l'alzina.
pumila: epítet llatí que significa "nan".
Sinonímia

- Cyclobalanopsis sericea (Aiton) Schottky
- Quercus cinerea var. nana A.dc.
- Quercus cinerea var. pumila (Walter) M.A.Curtis
- Quercus elliottii Wilbur
- Quercus phellos var. pumila (Walter) Michx.
- Quercus phellos var. sericea Aiton
- Quercus pumila var. sericea (Aiton) Engelm.
- Quercus sericea (Aiton) Willd.[1][4]